# Wiktar Hantscharenka
Wiktar Michajlawitsch Hantscharenka (belarussisch Віктар Міхайлавіч Ганчарэнка, auch Wiktor Michailowitsch Gontscharenko (russisch Ви́ктор Миха́йлович Гончаре́нко, englische Transkription Viktor Goncharenko); * 10. Juni 1977 in Chojniki, Homelskaja Woblasz, BSSR) ist ein ehemaliger belarussischer Fußballspieler und heutiger Trainer.

## Spielerlaufbahn
Der Verteidiger wechselte 1998 von RUOR Minsk zum FK BATE Baryssau in die oberste belarussische Liga. Mit BATE wurde er in fünf Jahren zweimal belarussischer Meister (1999 und 2002), zweimal Vizemeister (1998 und 2000) und belegte einen dritten Platz (2001). Nach einem Kreuzbandriss im linken Knie beendete er 2002 seine aktive Laufbahn.

## Trainerlaufbahn
Nachdem Goncharenko eine Trainerausbildung absolviert hatte, kehrte er 2004 als Reservetrainer zu BATE Baryssau zurück. In der Saison 2007 wurde er Assistenztrainer der ersten Mannschaft und am 13. November desselben Jahres, als die Mannschaft bereits als Meister feststand, deren Cheftrainer.
In den Spielzeiten 2008 bis 2012 gewann er mit BATE fünf belarussische Meistertitel der in Folge, 2010 gewann er zudem den belarussischen Pokal. In der Champions League 2008/09 qualifizierte sich der Verein unter seiner Leitung als erste belarussische Mannschaft überhaupt für die Gruppenphase. Beim mit 0:2 verlorenen Auftaktspiel bei Real Madrid am 17. September 2008 war er mit 31 Jahren und drei Monaten der jüngste Trainer, der jemals eine Mannschaft bei einem Champions-League-Gruppenspiel betreut hat. Die Qualifikation zur Champions League konnte in den Jahren 2011 und 2012 wiederholt werden. In der Europa League erreichte Hantscharenka mit BATE 2009/10 und 2010/11 jeweils die Gruppenphase, 2010/11 gelang zudem die Qualifikation für das Sechzehntelfinale. In den Jahren 2008 und 2009 wurde Goncharenko als bester Trainer von Belarus ausgezeichnet.
Im Oktober 2013 wechselte Wiktar Hantscharenka nach Russland zum FK Kuban Krasnodar.